# Jay Larrañaga
James Joseph Larrañaga, detto Jay (Charlotte, 30 gennaio 1975), è un ex cestista e allenatore di pallacanestro statunitense naturalizzato irlandese.

## Carriera
Nel suo palmarès c'è una finale scudetto del campionato francese raggiunta nel 2000 tra le file dell'ASVEL Villeurbanne, mentre qualche anno più tardi ha vinto la Coppa Italia 2006 con la maglia di Napoli.
Già giocatore della Nazionale irlandese, dal febbraio 2008 ricopre anche il ruolo di allenatore, seguendo così le orme del padre Jim, che negli Stati Uniti è un allenatore a livello universitario.

## Palmarès

### Giocatore
- Campionato spagnolo: 1

Real Madrid: 2004-05
- Coppa Italia: 1

Basket Napoli: 2006